# 瓜納卡斯特國家公園 (伯利兹)
17°15′52″N 88°47′10″W / 17.2644°N 88.786°W
瓜納卡斯特國家公園是伯利兹的國家公園，位於該國中部卡約區，面積0.2平方公里，始建於1973年，有白尾鹿、細腰貓、蜜熊、九帶犰狳等野生動物棲息。